# Audhumla Corona
L'Audhumla Corona è una struttura geologica della superficie di Venere.